# Núi Hunter (Alaska)
Núi Hunter, hoặc Begguya, là một ngọn núi ở vườn quốc gia Denali ở Alaska. Núi có cự ly khoảng tám dặm (mười ba km) về phía nam của Denali, đỉnh cao nhất ở Bắc Mỹ. "Begguya" có nghĩa là con (của Denali) trong ngôn ngữ Dena'ina. Núi Hunter là đỉnh cao thứ ba trong dãy núi Alaska.
Núi Hunter có một cấu trúc phức tạp: chóp núi có cao nguyên sông băng lớn, thấp, góc thấp, kết nối đỉnh phía Bắc (chính) và đỉnh Nam (13.965 feet / 4257 m). 